# Pseudonesohedyotis
Pseudonesohedyotis  es un género de plantas con flores perteneciente a la familia de las rubiáceas. Incluye una sola especie: Pseudonesohedyotis bremekampii Tennant (1965).
Es nativo de Tanzania.